# デス バイ ディグリーズ
『デス バイ ディグリーズ　鉄拳：ニーナ ウイリアムズ』（Death by Degrees Tekken: Nina Williams）は、ナムコから発売されたPlayStation 2専用アクションアドベンチャーゲーム。通称「DBD」。2005年1月27日発売。格闘ゲーム『鉄拳シリーズ』の登場人物であるニーナ・ウィリアムズを主人公とするスピンオフ作品である。

## ストーリー
かねてよりCIAがマークしていた幻の組織「カミエータ」。その所有する大型輸送船が、大西洋上で突如大爆発を起こし沈没。これが事件の発端となった。
カミエータを追うCIAは、組織の所有する豪華客船「アンフィトリテ」で「闇の格闘トーナメント」が開催され、その観戦のためにカミエータ幹部達がアンフィトリテで一堂に会するという情報を得る。
これにより組織の重要な情報が得られると踏んだCIAは、調査のために3人のエージェントを派遣。その1人が、ニーナ・ウィリアムズであった。彼女の役目は、仲間が失敗した任務を引き継ぎ、強制的に遂行させる「スイーパー(始末人)」である。
ニーナは「闇の格闘トーナメント」の参加者としてアンフィトリテに潜入、見事に優勝する。しかし、カミエータ幹部の1人ラナ・レイが彼女に目をつけ、ニーナは監禁されてしまう。
その時、ニーナに仲間から任務失敗の通信が入る。こうして、ニーナはスイーパーとして、任務を強制遂行すべく行動を開始することとなる。

## システム

### 基本操作
左スティックで移動、○ボタンで周囲を調べる、×ボタン+左スティックで走る、△ボタンでマップを開くなど、バイオハザードシリーズにやや近い操作形態となっている。カメラアングルが頻繁に変わるにもかかわらず、左スティックの操作はいわゆる「ラジコン操作」ではなく、画面の向きに合わせて倒すこととなるため、操作感にはややクセがある。

### 戦闘システム
基本動作
左スティックで移動及び回避、右スティックで攻撃及び防御を行う。本作において一番の特徴といえる戦闘システム。
右スティックを弾くことで攻撃をするというこの攻撃方法により、「キャラクターの向きを敵に合わせる」という手間を省き、前後左右好きな方向に瞬時に攻撃・防御が可能となる。防御は、相手が攻撃してきた瞬間にその相手の方向に右スティックを倒すことで可能で、その後もう一度スティックを倒すことで瞬時に反撃が可能。適当にスティックを倒しているだけでも、自動的に防御→攻撃へとスムーズに移行することができる。
また、右スティックでの攻撃も、移動と同様に画面に合わせてスティックを倒すことになるため、頻繁にアングルが変わる場所での戦闘はやや操作難易度が上がる。
構え
L1ボタンを押すことにより、ニーナが構えを取る。この際、十字キーの左右で構えの種類(コマンド技、近接武器、銃の3つ)を、上下で武器の種類を切り替えることが可能で、それぞれに合わせてニーナが構えを取る。また、以下の操作で繰り出すことができる技は、戦闘中にコンボを決めることで手にはいる「スキルポイント」と交換することで増やすことが可能で、またレベルの上昇によって覚えられる技も増える。
コマンド技
基本となるスタイル。基本的にいつでも使用可能な戦闘スタイルで、「ディバインキャノン」や「ニールキック」といった、鉄拳シリーズでもおなじみの技を繰り出すことができる。この他、L1とL2を同時押ししながら右スティックを倒すことで、体力ゲージの下に表示される「集中力ゲージ」を消費し、同じく鉄拳シリーズでおなじみの「十連コンボ」を繰り出すこともできる。
近接武器
日本刀、トンファーなど、手に持って直接斬る・殴るなどの攻撃をするものと、ナイフや苦無など、相手に投擲するものとに大別される。その他特殊なものとして、口に含んでから相手に吹きつけてひるませる「ポイズンアンプル」というものも存在し、これは鉄拳シリーズにも登場するガード不能技「デビルキッス」を再現したものである。また、日本刀やトンファーなどは二刀流も可能。投擲武器には残弾数が、日本刀などには耐久値が設定され、それぞれ0になると武器が壊れるなどして使用不可能になる。また、直接手に持って攻撃するタイプの武器を持っている状態では、上記の十連コンボと同じ動作で、集中力を全て消費して、武器を用いた強力な連続攻撃を行う「ウェポンラッシュ」や、武器を失う代わりに敵に致命的なダメージを与えられる「リーサルアタック」が使用可能になる。
銃
ハンドガンやサブマシンガン、ショットガンなど様々な銃器を用いて銃撃を行うスタイル。右スティックを倒した方向に発射するので、敵に当てるには慣れが必要。そのほか、L1とL2を同時に押しながらスティックを倒すことで、集中力ゲージを消費して、敵に正確に弾丸を当てる「ヘッドショット」が使用可能。
掴み
R1ボタンを押すことで、近くにいる敵を掴むことが可能。この時、右スティックを倒すことで、倒した方向に向けて敵を投げ飛ばし、続けてスティックをもう一度倒すことで関節技を極めることができる。また、背後から掴むことで敵の首を締めることができ、ずっと首を絞めることで敵の首を折り、一撃で倒すことができる。
内部破壊
今作の目玉となるシステム。L2を押しながら右スティックを倒すことで発動。内部破壊の届く範囲に敵がいれば、画面が敵の体のレントゲン写真のようなものに切り替わり、ここで赤く光っている部位(肋骨や頭蓋骨、二の腕など)にカーソルを合わせてスティックを弾くことで成立。
成功すると、スローモーションでニーナが敵に様々な攻撃(鉄拳シリーズでおなじみの「双掌破」もここで見られる)を仕掛け、この後、敵の骨にダメージを与える演出を挟んで、敵に大ダメージを与えることができる。この際、カーソルの位置によって効果が変わり、カーソルが破壊する部位の中央に近ければ近いほど派手に骨を粉砕することができ、ダメージも大きくなる。
その他
相手に投げられた時や吹き飛ばされたとき、ニーナが投げられる(吹き飛ばされる)方向にタイミングよく左スティックを倒すことで受け身を取ることが可能。また、背後から敵に羽交い絞めにされるなどした時、敵の方向にタイミングよく右スティックを倒すことで、敵を攻撃しつつ拘束を解除できる。

### ミニゲーム
ゲーム中に発生するミニゲーム。以下のゲームは、ゲーム本編をクリアすることで、それぞれを単体で遊ぶができるモードが出現する。
スナイパーミッション
スナイパーライフルで敵を狙撃するミニゲーム。左スティックで照準を合わせ、右スティックでズーム、R1で発砲、L1で隠れつつリロードをする。
スティングレイ
小型カメラを搭載したラジコン「スティングレイ」で、ニーナが入れないような狭い場所を捜査するミッション。左スティックで前後左右に移動、右スティックの上下で上昇及び下降、左右で旋回、R1およびR2ボタンで視点の切り替え。操作が複雑で、スティングレイの動きにもややクセがあり、慣れないうちは難易度が高い。
ハニカムロック
ゲーム中の様々な場所に設置された武器庫のロックを解除するためのパズル。ピースをスライドさせて絵柄を完成させることでロックが解除されるが、スライドさせられる回数が制限されているため、一筋縄ではいかない。

## キャラクター
ニーナ･ウィリアムズ
声 - メアリー・エリザベス・マクグリン
- 身長：161cm 体重：49kg 年齢：20歳[1]

鉄拳シリーズにも登場する、本作の主人公。フリーのエージェントで、「最強のスイーパー」と言われるほどの腕前を持つ暗殺者。
今回の任務はCIAからの依頼で、2人のスニーカーと共同で任務にあたり、スニーカーが任務を失敗した際に強制遂行するための「スイーパー」として、舞台となる客船「アンフィトリテ号」で開催される闇の格闘トーナメントの参加者として潜入。トーナメントで優勝した後、船を所有するラナ・レイから拘束されるも、仲間の1人・アランから任務失敗の報を受け、スイーパーとして行動を開始することとなる。
骨法・合気道をベースとした暗殺格闘術や、日本刀、トンファーなどの近接武器や各種火器などによる攻撃など、様々な戦闘術に精通するエキスパート。
アラン・スミシー
声 - クリスピン・フリーマン
- 身長：185cm 体重：80kg 年齢：40歳[1]

MI6のエージェント。今回の任務ではニーナのサポートを担当する。
かつてSASに所属していたという経歴を持ち、サバイバル術のエキスパートとして数々の功績を残してきた。また、紳士的な物腰ながら、裏世界の事情に精通しているなどミステリアスな一面も持つ。ちなみに「アラン・スミシー」という名前は偽名。
ジョン・ドゥー
アランと共に任務を遂行するスイーパー。首に蛇の刺青を入れている。ニーナが格闘トーナメントに参戦している間、アランと共に船に潜入するが、後に船内の冷凍室で遺体となって発見される。
ラナ・レイ
声 - カリ・ウォールグレン
- 身長：175cm 体重：49kg 年齢：28歳[1]

秘密結社「カミエータ」の幹部の1人。ニーナ達の潜入する豪華客船「アンフィトリテ」の所有者であり、船内で行われる格闘トーナメントの主催者でもある。
原理は不明だが、幻術を用いた攻撃を得意とし、ニーナの過去の記憶を呼び覚まして精神攻撃を仕掛けるなど、特殊な方法で幾度となくニーナを苦しめる。
彼女との戦闘ではニーナ自身のほか、幻術によって現れるゾンビ達から同じく幻術によって現れる幼いニーナを守りながら闘うこととなる。
ブライス・アダムス
- 身長：195cm 体重：95kg 年齢：29歳[1]

ラナ・レイのボディーガードであり愛人。
二丁拳銃の使い手で、派手なガンプレイでいたぶるように相手を殺傷することを好む殺し屋。部下からは影で「ピンク頭」などと呼ばれ、あまり好かれてはいない模様。
作中では序盤のボスとして登場し、二丁拳銃によって間断のない攻撃でニーナを苦しめる。冷凍室、アトリウム、船橋に設けられた公開処刑場の3箇所で戦うが、最後はニーナに蹴り飛ばされた拍子に自ら仕掛けた剣のトラップに刺さり、死亡する。
エンリケ・オルテガ
声 - スティーヴン・ブルーム
- 身長：180cm 体重：75kg 年齢：35歳[1]

「カミエータ」の幹部の1人。保守的な組織の方向性に不満を抱いている。
豪腕の持ち主で、日本刀や短刀、靴に仕込んだ暗器などの様々な刃物を用いた攻撃を得意とする。特に日本刀は特注品で、一般的な日本刀の3倍の重さらしい。ラナ・レイとは対立関係にあり、独自に三島財閥の「鉄拳衆」を雇い、「サラキア」を手に入れるべく暗躍する。作中において三島平八と片言ながら日本語で会話したり、戦闘中の「サシミって食ったことあるか？」という台詞など、やや日本かぶれな一面がある。
ルーカス・ヘイズ
- 身長：165cm 体重：55kg 年齢：30歳[1]

「カミエータ」に所属する研究者の1人。
小心で変わり者だが、特殊技能に優れている。特殊兵器「サラキア」の研究を行っていたが、組織の方針変更によって研究が中止となって解雇される。これに復讐するために「サラキア」を持ち出そうと画策し、ネットでサラキアの大規模なデモンストレーションを行い、これが今回の事件の発端となる。
アンナ･ウィリアムズ
- 身長：163cm 体重：49kg 年齢：18歳

ニーナの妹。鉄拳シリーズにも登場する。
本作ではエンリケに雇われる形で同じく鉄拳シリーズにも登場する三島財閥の所有する特殊部隊"鉄拳衆"の一員として、ニーナの前に敵として立ちはだかることとなる。鉄拳シリーズでおなじみのチャイナドレス姿では登場せず、基本的に赤いバトルスーツでの登場となる。
三島平八
- 声 - 郷里大輔

鉄拳シリーズにも登場する、三島財閥の党首。今回は時間軸が初代鉄拳よりも前なため、平八もそれに合わせて50代の頃の姿で登場する。
ニーナとアンナの父
ラナ・レイによる幻術攻撃を受けたニーナの回想で登場。作中では名前が明記されない。
飛行機の墜落事故に巻き込まれて遭難し、同行していた兵士達が足手まといになる娘2人を殺害しようとするのを止める。余談だが、今作ではこの事故で彼は死亡することになるが、それよりも後の時間軸である鉄拳2では、ニーナおよびアンナのストーリーにおいて、病床に伏した状態で、2人の仲を取り持とうとするという記述があり、本作と矛盾している。

## 用語集
カミエータ
旧共産国の軍産複合体が母体となって結成された秘密結社。武器の密輸やテロ支援など様々な活動を行っており、CIAからもマークされていたが、その実体は不明な部分が多い。
サラキア
本作のキーワード。カミエータが研究・開発を進めていた兵器で、その正体は、衛星から特殊なマイクロ波を発して海中に眠るメタンハイドレートを気化させ、その際に発生する大量の気泡で船を沈め、また同時に発生する電磁波によって機器を狂わせてヘリなどの航空機をも墜落させるという大規模なもの。
鉄拳衆
三島財閥の所有する特殊部隊。鉄拳シリーズにも登場する。今作では、カミエータ幹部の1人であるエンリケに雇われる形で、雑魚敵として登場する。今作では、鉄拳シリーズのおまけモード「鉄拳フォース」で登場する時のような格闘術のみではなく、日本刀や苦無を用いた投擲攻撃や奇襲など忍者のようなトリッキーな攻撃手段を用いてくる。